# Basurología

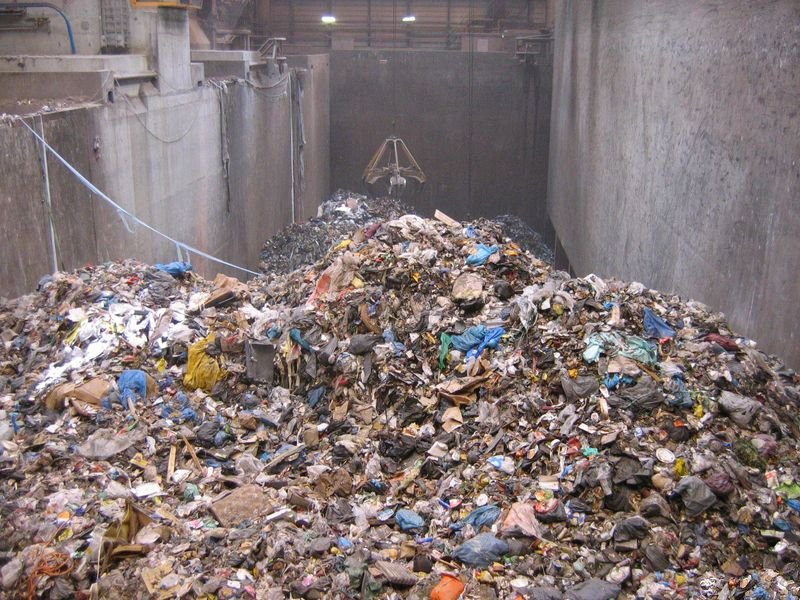
Lugar con mucha basura, ideal para realizar estudios de basurología.

Basurología o garbología (del inglés: garbology, a su vez de garbage: basura) es el estudio de los desechos y de la basura producida por el ser humano. Como disciplina académica, fue pionera en la Universidad de Arizona y durante mucho tiempo fue dirigida por William Rathje. El proyecto comenzó en 1973, a partir de una idea de dos estudiantes para un proyecto de clase. Es una fuente importante de información sobre la naturaleza y los patrones cambiantes de la basura moderna y, por lo tanto, de la sociedad humana.